# Sinja
Sinja ist ein weiblicher Vorname. Der Name kommt wie Sinje aus dem Friesischen bzw. Niederdeutschen mit der Bedeutung sin für „Sonne“ und -ja/je als Verkleinerungsform, also „kleine Sonne“.

## Varianten
Weitere Namensvarianten sind Sinje, Sintje, Sontje, Sünnje, Süntje, Sünja, Sünje, Synje, Synja, Sinia, Sinya.

## Namensträgerinnen
- Sinja Dieks (* 1986), deutsche Schauspielerin
- Sinja Kraus (* 2002), österreichische Tennisspielerin
- Sinja Trotter (* 1985), deutsche Crosslauf-Sommerbiathletin